# Hôpital Saint-André
L'hôpital Saint-André situé au centre-ville de Bordeaux est un hôpital faisant partie du CHU de Bordeaux.

## Situation et accès
L'accès à l'accueil de l'hôpital se fait par le cours d'Albret ou par la rue Jean Burguet.

## Histoire
À partir du XIe siècle, le pèlerinage au tombeau de Saint Jacques de Compostelle fait de Bordeaux un lieu de passage et entraîne l'éclosion d'hospices aux abords de la ville.

### L'origine de l'hôpital Saint André
Vital Carles, grand chantre et chanoine de l'église cathédrale, dont la fortune était immense, rédigea, le 24 décembre 1390, un testament en gascon faisant don à la ville « à perpétuité et à jamais » de deux maisons (maison de Lambert et Maison de la Prébenderie), et d'un vaste jardin. Il fut le premier hospitalier de Saint-André, et le demeura jusqu'à sa mort, le 15 mars 1398. Un siècle plus tard, les guerres, les malversations et l'administration déplorable des différents hospitaliers contribuent à transformer l'hôpital en un lieu insalubre qui ne remplit plus son rôle d'hôpital.
À la fin du XVe siècle, Louis XII, de passage à Bordeaux, ordonna une enquête sur la gestion de l'hôpital. Cette enquête fut confiée en 1527, sous le règne de François Ier, à Nicolas Bohier, président du parlement. Ce fut la seconde chance de l'hôpital Saint-André.

### Le second hôpital
Horrifié par ce qu'il découvrit, Nicolas Bohier légua, par son testament du 25 mars 1538, la presque totalité de ses biens à l'hôpital « pour alimenter et nourrir à jamais les pauvres de Dieu » ; on entreprit dès 1539, la construction de bâtiments nouveaux portant désormais le nom d'hôpital Neuf.
Cette période faste pour l'hôpital Saint-André, se poursuivit jusqu'en 1614, date à laquelle l'hôpital Neuf s'avéra lui aussi insuffisant pour recevoir les milliers de personnes frappées par les épidémies de grippe et de peste.

### La naissance du nouvel hôpital
Enfin, en 1825 fut lancé, grâce à l'appui du duc de Richelieu, un concours pour la construction d'un nouvel hôpital, les fonds étant fournis par la dotation Richelieu et par le produit de ventes des rentes et d'emprunts. Et le 4 novembre 1829 était remises au maire de Bordeaux les clés du nouvel hôpital, fruit du travail de l'architecte Jean Burguet, devant une foule enthousiaste.
En 1853 une rue est ouverte et 1860 cette voie sera baptisé rue Vital Carles.
Après 440 ans d'existence, et de « bons et loyaux services », le vieil hôpital de Vital Carles n'est plus, et ses locaux sont transformés en caserne. EN 1938, un arrêté de Maire ordonne sa totale démolition et ouvre une voie sur son emplacement. 
Un siècle plus tard, devant la vétusté du nouvel hôpital peu susceptible aux yeux de certains de s'adapter à une médecine moderne, des voix s'élevèrent pour envisager sa transformation en hospice.
Mais une volonté politique, appuyée par les protestations de la population bordelaise attachée à la mémoire de cet hôpital, berceau de générations de médecins, le réveilla et lui donna les impulsions nécessaire à son humanisation et à son adaptation à la médecine actuelle en créant en 1972, le projet d'humanisation et de rénovation de l'hôpital, projet constamment réaménagé depuis.
En 2021, l’hôpital Saint-André, y compris les galeries, les cages d’escaliers et les cours intérieures de l’hôpital de Jean Burguet, des cages d’escaliers de l’ancienne caserne, ainsi que de la chapelle Sainte Marthe, sont inscrits au titre des Monuments historiques.

#### Les extérieurs

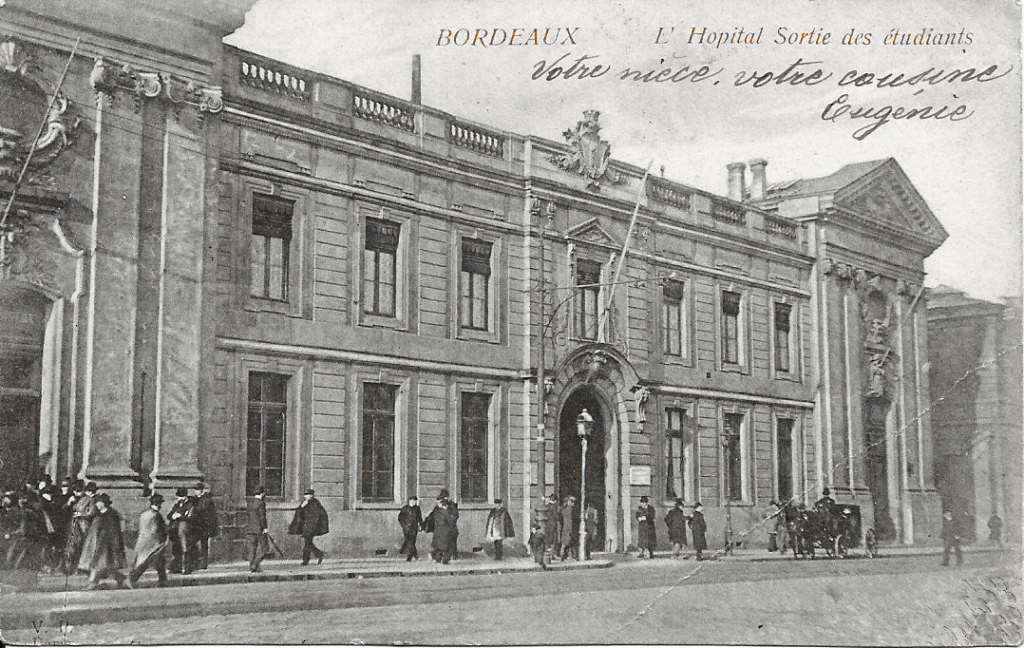
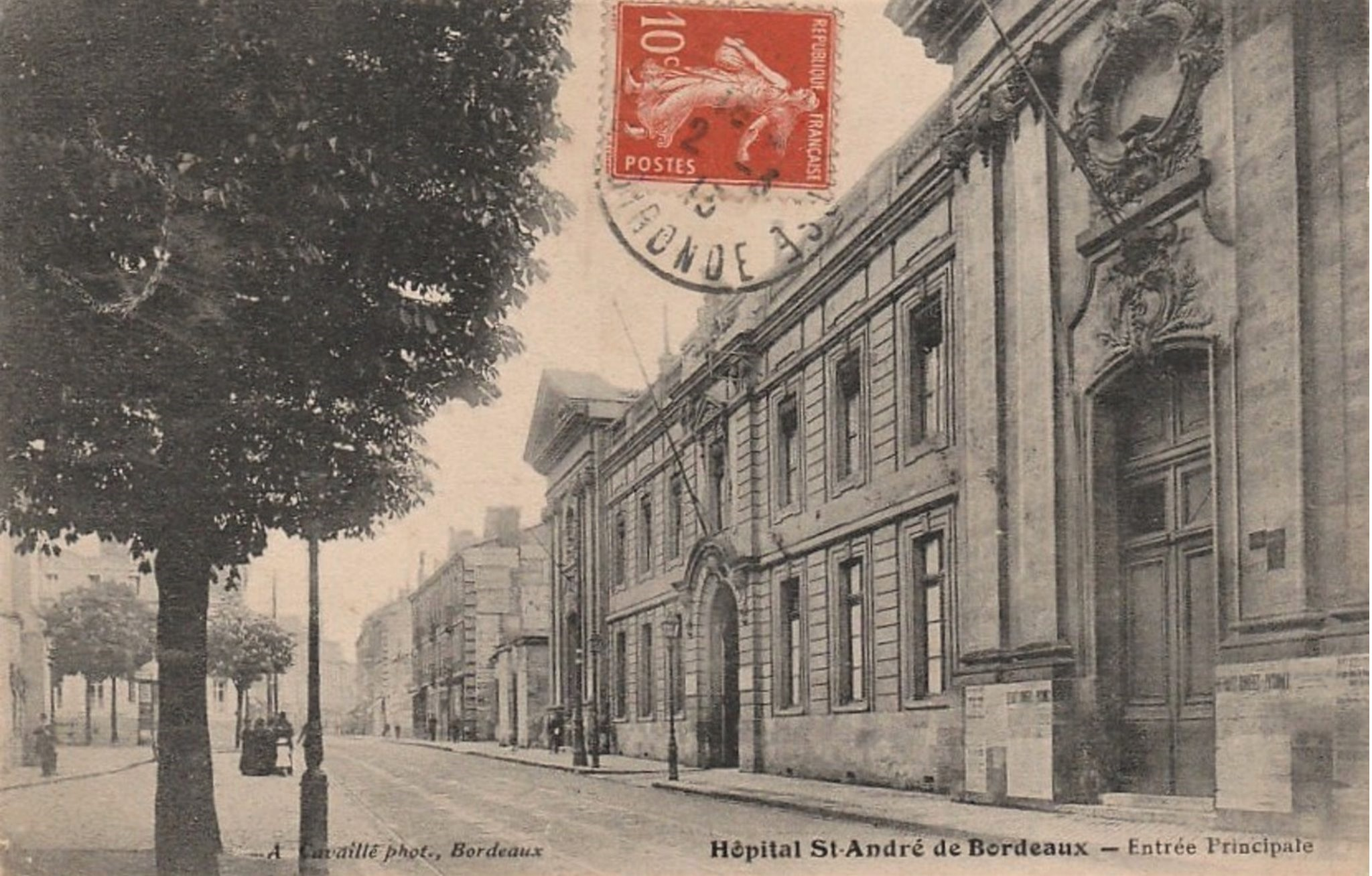
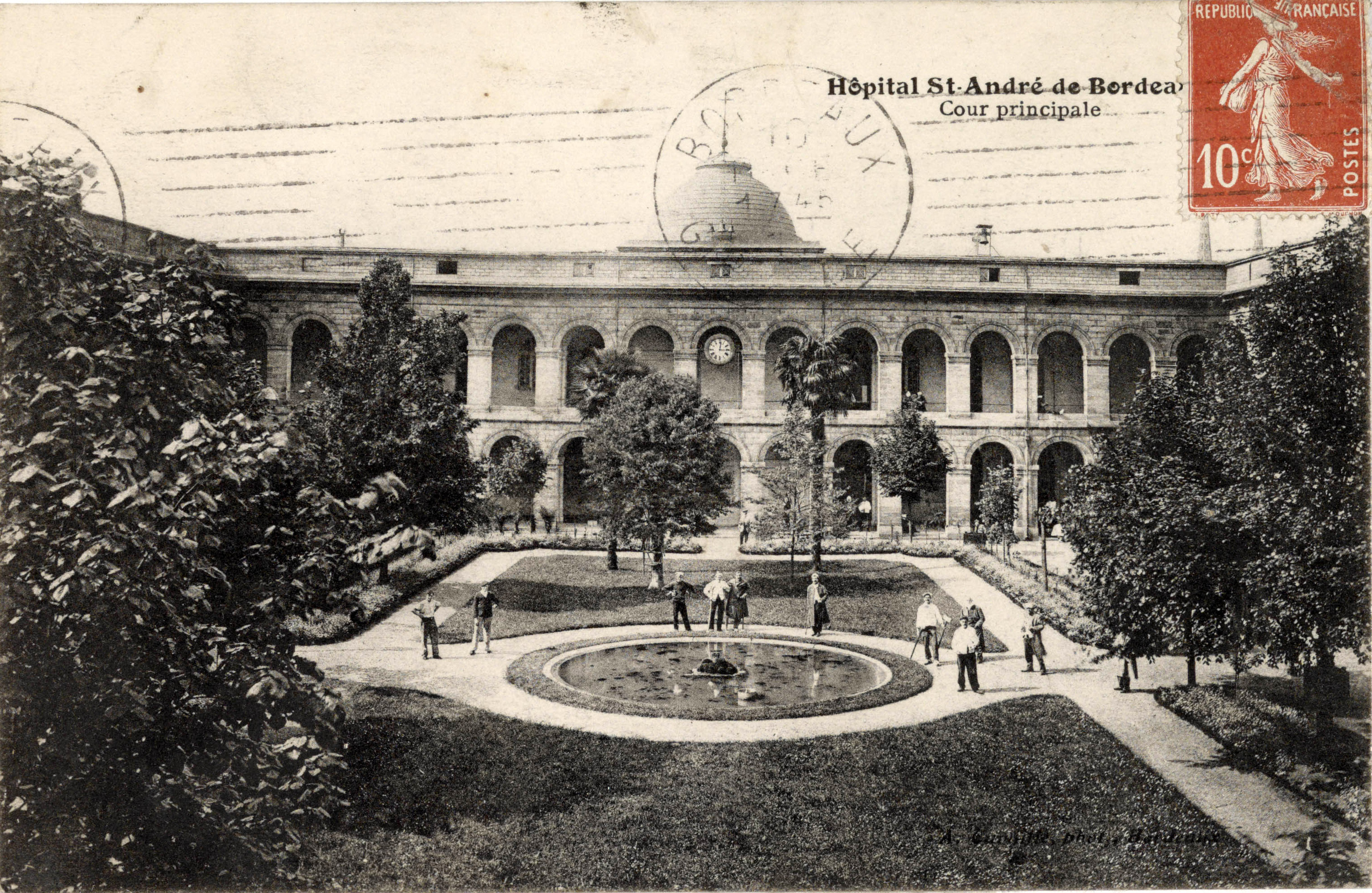
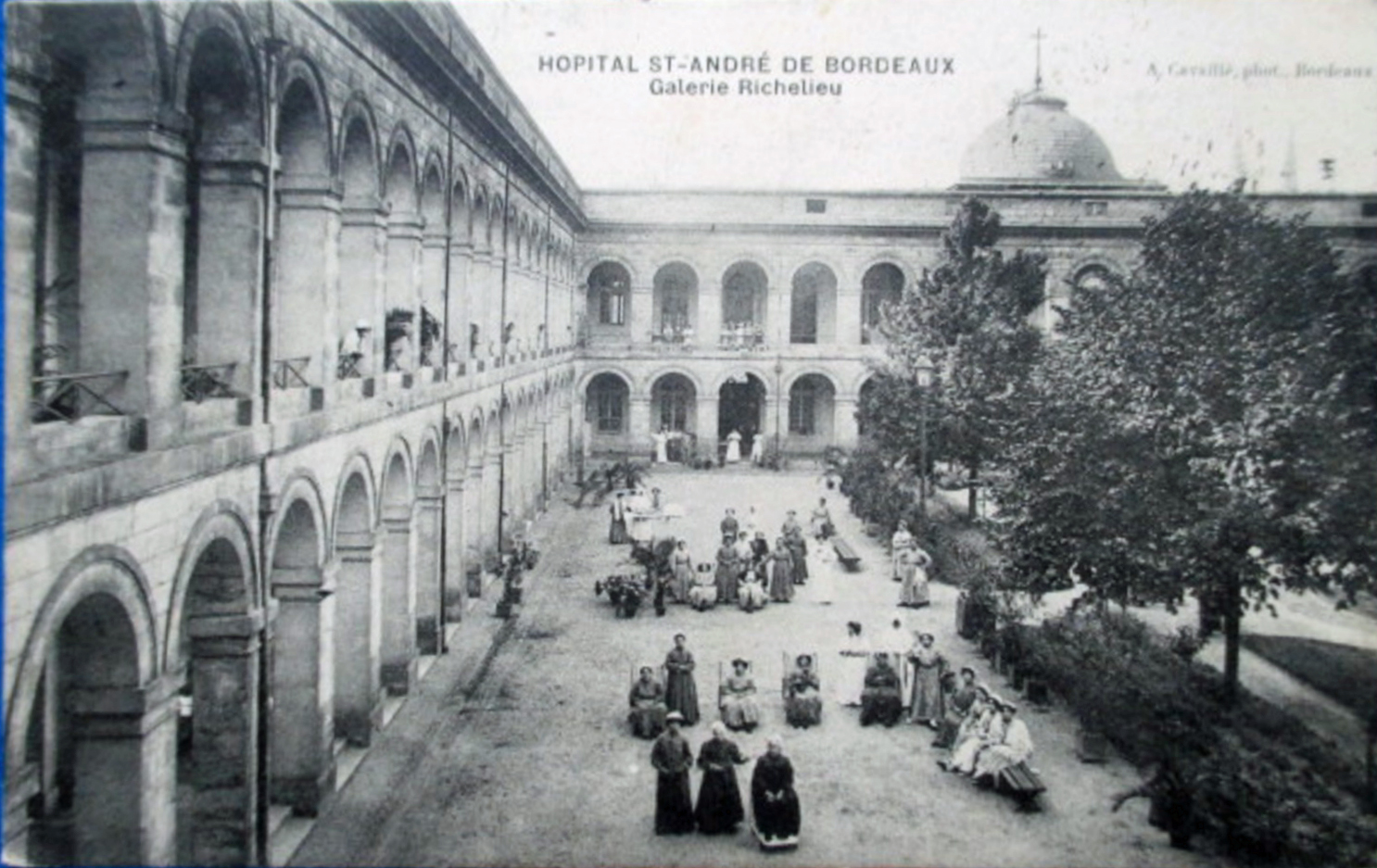

### L'hôpital autrefois

#### A l'intérieur

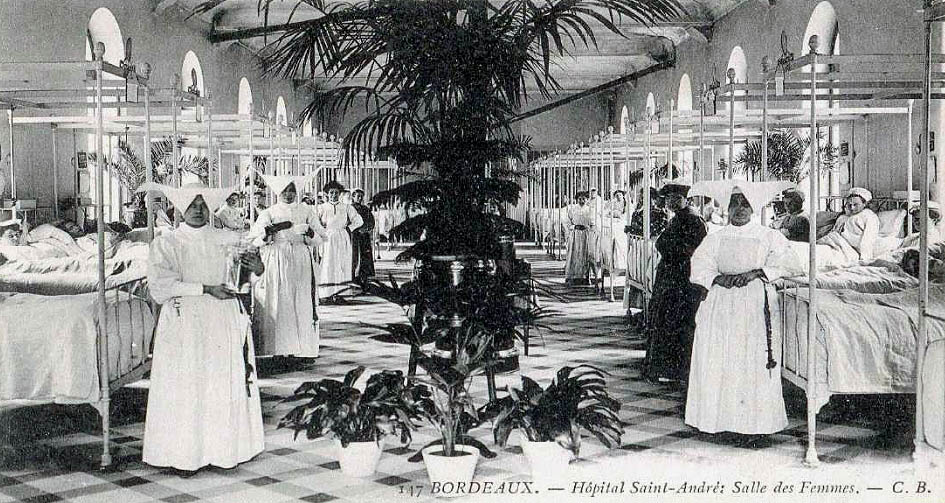
Salle des femmes (c. 1910).
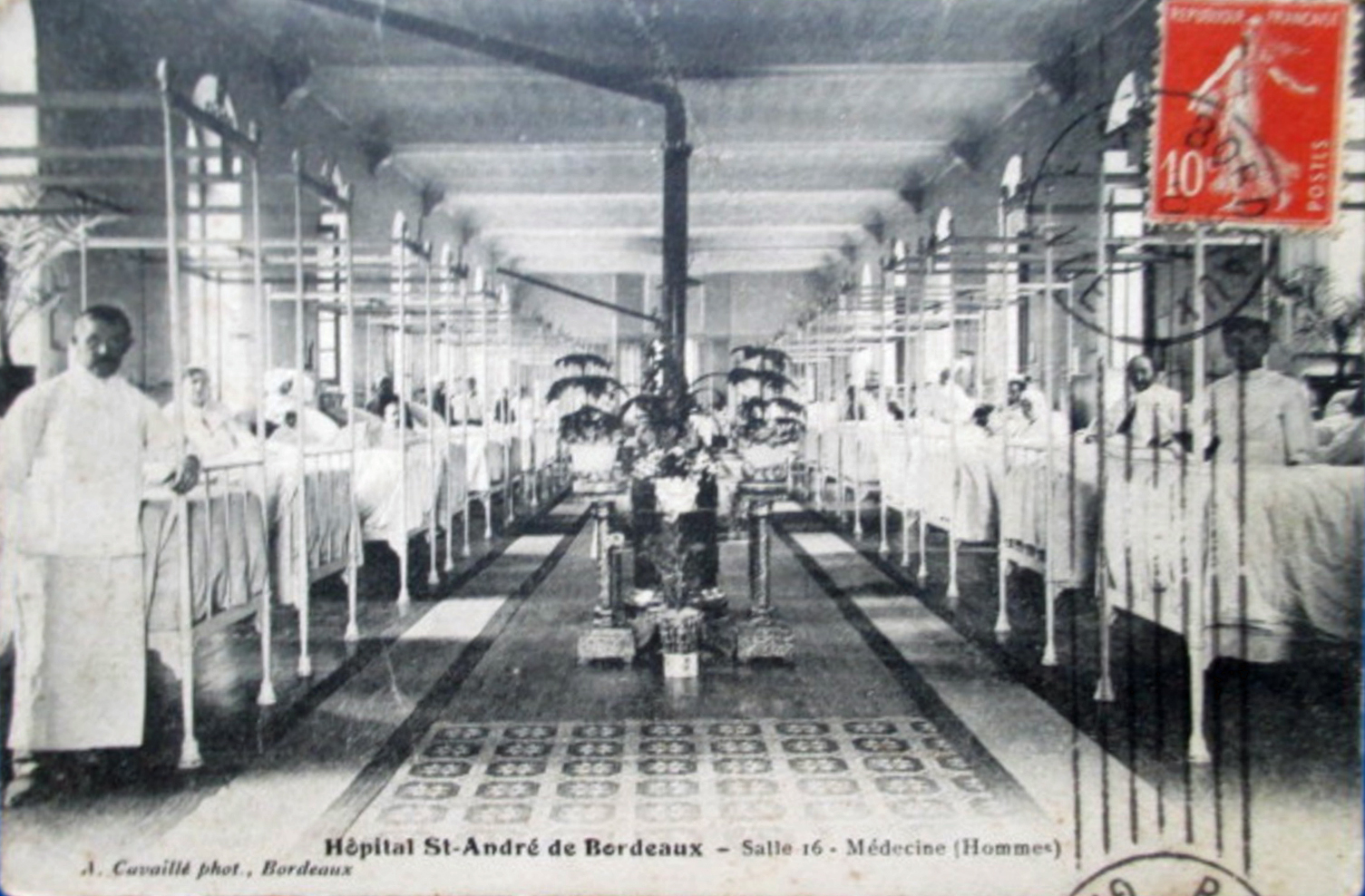
Salle des hommes (1900-1920).
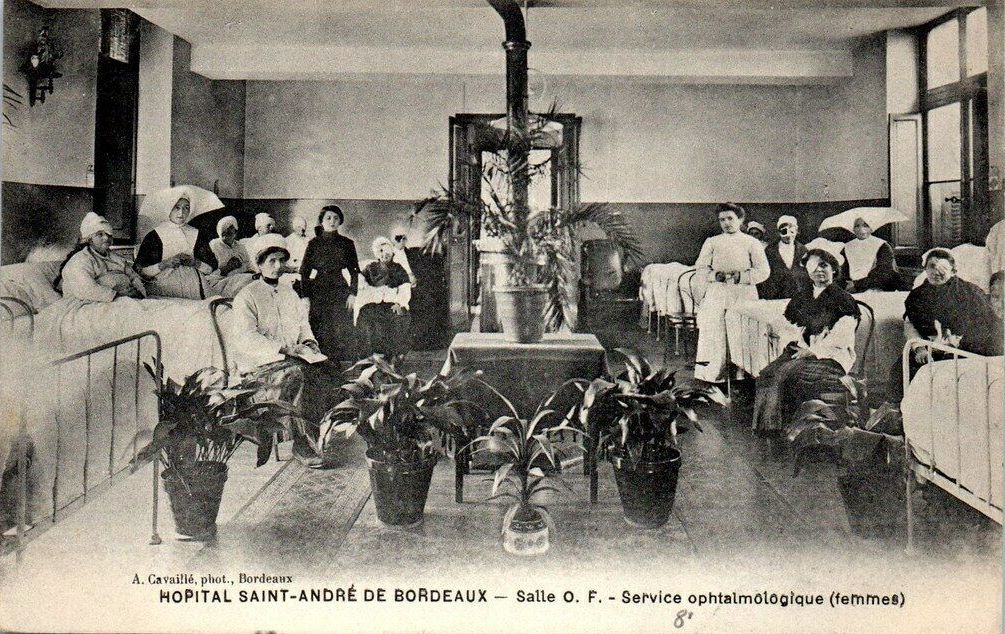
Service ophtalmologique (1900-1905).
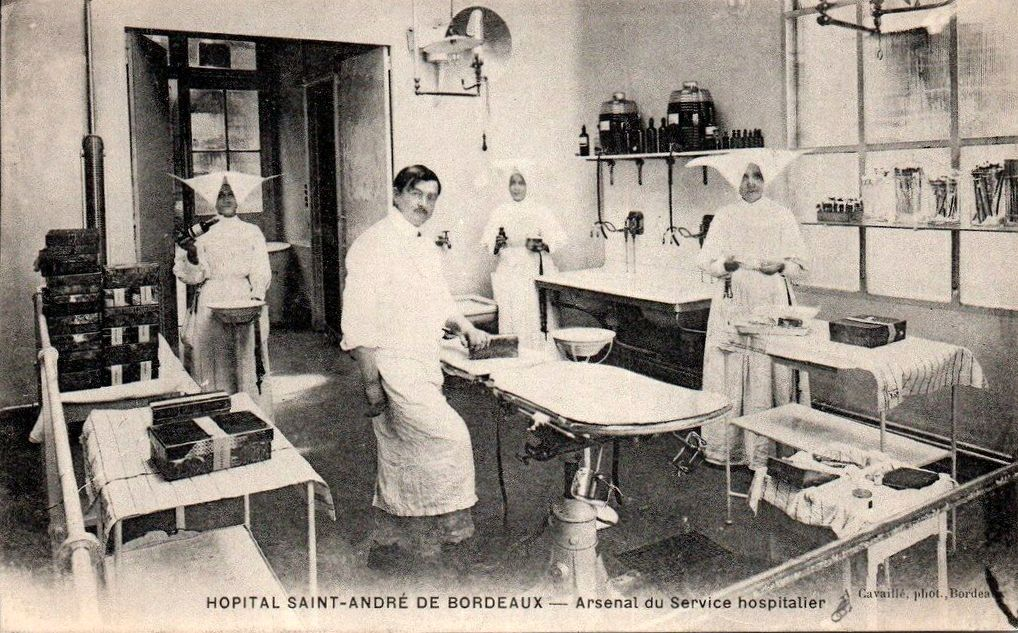
Arsenal du service hospitalier (1900-1905).
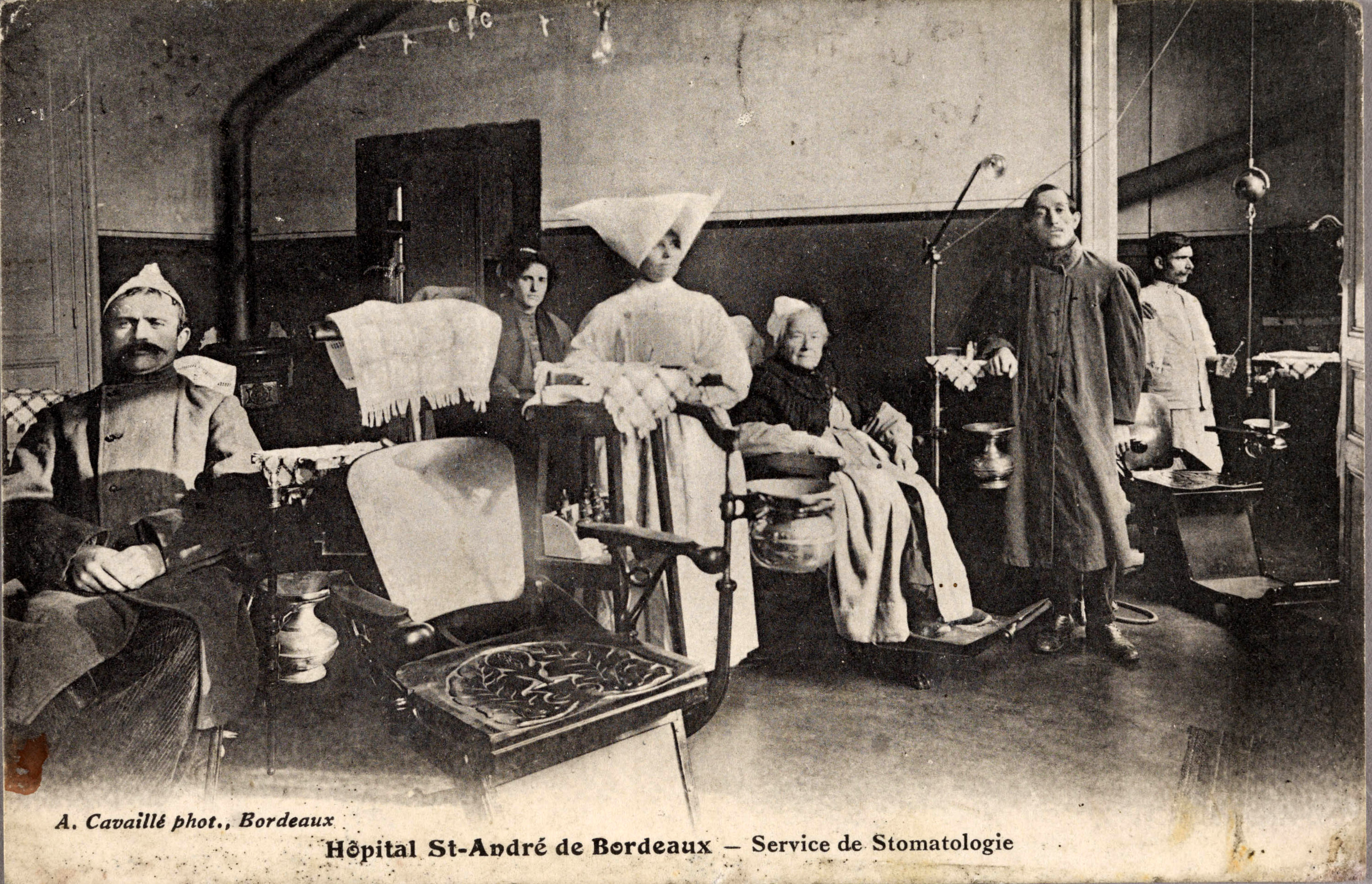
Service de stomatologie (c. 1910).
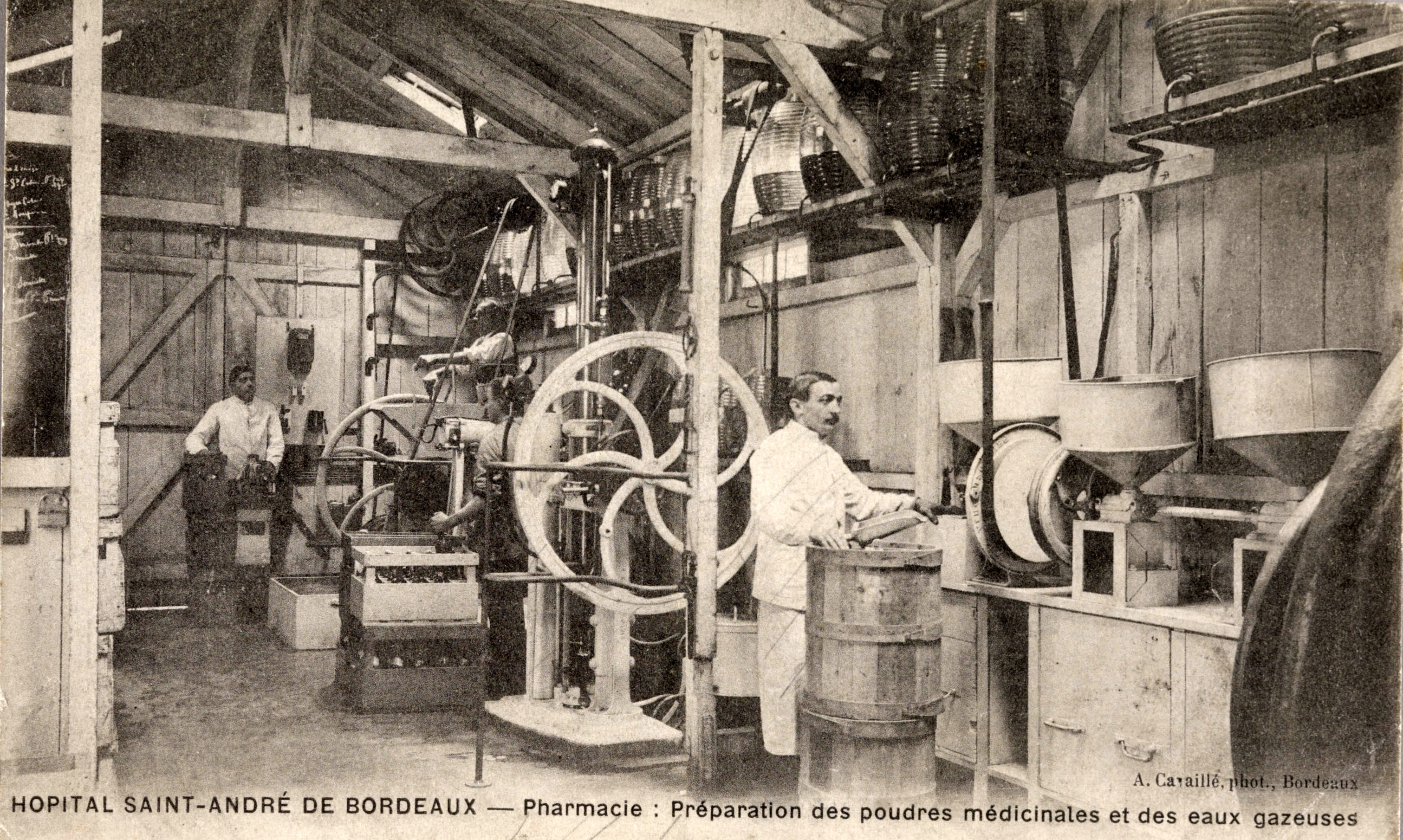
Préparation des poudres médicinales et des eaux gazeuses (c. 1910).
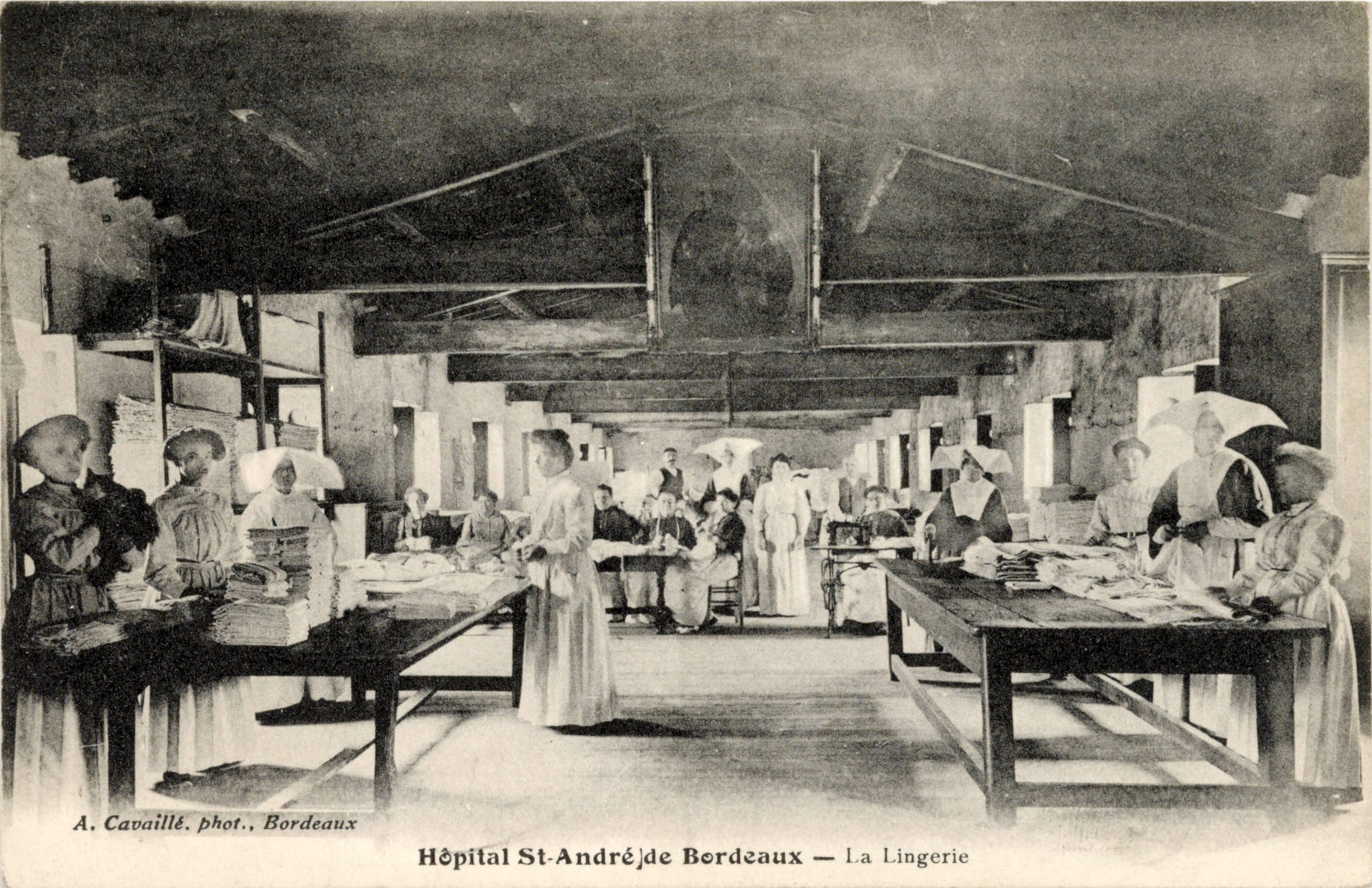
Lingerie (c. 1910).